# روثا أردنية
الروثا الأردنية (باللاتينية: Salsola jordanicola) نوع نباتي يتبع جنس الروثا من الفصيلة القطيفية.

## الموئل والانتشار
موطنها المشرق العربي.